# Procamallanus diacanthum
Procamallanus diacanthum is een rondwormensoort uit de familie van de Camallanidae. De wetenschappelijke naam van de soort is voor het eerst geldig gepubliceerd in 1994 door Rajyalakshmi.